# Husmorssemester (skulptur)
Husmorssemester är en skulptur utförd av Olof Thorwald Ohlsson, som står i södra änden av Tessinparken på Gärdet i Stockholm. Den restes år 1973.
Skulpturen är helt i granit och föreställer en kvinna med sommarklänning och resväska. Kontexten för skulpturen är att "husmorssemester" var den folkliga benämningen på det statliga stöd som husmödrar eller hemmafruar mellan åren 1946 och 1979 kunde få för att få en tids semester.